# 山路興造
山路 興造（やまじ こうぞう、1939年6月13日 - ）は日本の民俗学者、芸能史研究家。京都嵯峨芸術大学客員教授、「藝能史研究会」代表委員、「民俗芸能学会」代表理事。

## 経歴
東京府東京市（現・東京都）渋谷に生まれ、日本橋で育った。早稲田大学教育学部を卒業した。
国立文化財研究所芸能部（現・東京文化財研究所無形文化遺産部）嘱託を経て、平凡社地方資料研究センター所員となる。京都市歴史資料館主幹を経て、1992年より同館館長を務めた。在任中には、『京都市史』の編纂に携わった。のち京都市文化財保護課参与となる。また、京都嵯峨芸術大学博物館館長・客員教授を務めた。民俗芸能の研究に携わっている。

## 受賞・栄典
- 1992年、第46回毎日出版文化賞特別賞
  - ビデオブック『大系日本歴史と芸能 全14巻』（網野善彦＋小沢昭一＋服部幸雄+宮田登＋大隅和雄＋山路興造＝編集委員、平凡社＋日本ビクター）

## 著書

### 単著
- 『翁の座 芸能民たちの中世』平凡社、1990年
- 『江戸の庶民信仰 年中参詣・行事暦・流行神』花林舎編 青幻舎 〈大江戸カルチャーブックス〉、2008年[1]
- 『京都芸能と民俗の文化史』思文閣出版、2009年
- 『中世芸能の底流』岩田書院、2010年
- 『近世芸能の胎動』八木書店、2010年
- 『都の文化・光と陰 人権の視点から』世界人権問題研究センター〈人権問題研究叢書〉、2016年

### 共編著
- 『日本庶民文化史料集成 第2巻 田楽・猿楽』（植木行宣・森修と責任編集）三一書房、1974年
- 『日本庶民文化史料集成 第4巻 狂言』（池田広司・北川忠彦と責任編集）三一書房、1975年
- 『祭りと芸能の旅 5 中国・四国』（高橋秀雄と共編集）ぎょうせい、1978年
- 『日本庶民生活史料集成 第22巻 祭礼』（本田安次と共編）三一書房、1979年
- 『日本庶民生活史料集成 第23巻 年中行事』（萩原龍夫と共編）三一書房、1981年
- 花林舎 編『近世祭礼・月次風俗絵巻』（狩野博幸・藤井健三と共著）東方出版、2005年
- 『五来重著作集』全11巻（赤田光男・伊藤唯真・小松和彦・鈴木昭英・福田晃・宮家準と共編）法藏館、2007年 - 2008年